# 富士見Fantasia文庫
富士見Fantasia文庫（日語：富士見ファンタジア文庫），是日本出版社KADOKAWA旗下富士見書房發行的輕小說文庫。1988年和《月刊Dragon Magazine》一同創刊，主要讀者為10多歲的國高中生，從創刊當初便發行了眾多以奇幻世界為舞台的小說。現在和電擊文庫、角川Sneaker文庫並列為角川集團的輕小說主力文庫。發行的第一部作品是田中芳樹著。
雖然以「Fantasia」為名，但題材並不侷限於奇幻類型，亦出版許多以現代與其他世界為舞台的書籍。
由富士見書房主辦的Fantasia長篇小說大賞，得獎作品由本文庫發行。

## 作品一覽

### 台灣角川
- 不起眼女主角培育法 (丸戶史明 /深崎暮人)
- 驚爆危機（賀東招二/四季童子）
- 風之聖痕（山門敬弘/納都花丸）
- BLACK BLOOD BROTHERS（/草河遊也）
- 黃昏色的詠使（細音啓/竹岡美穗）
- The Third（星野亮/）
- 節哀唷♥二之宮同學（鈴木大輔/高苗京鈴）
- 鋼殼都市雷吉歐斯（/深遊）
- 特甲少女 焱之精靈（冲方丁/）
- 特甲少女 惡戲之猋（冲方丁/白亞右月）
- EME BLACK（瀧川武司/尾崎弘宣）
- EME BLUE（瀧川武司/尾崎弘宣）
- EME RED（瀧川武司/尾崎弘宣）
- 抱歉囉♥二之宮同學（鈴木大輔/高苗京鈴）
- 碧陽學園學生會議事錄（葵關南/狗神煌）
- 天魔黑兔（鏡貴也/榎宮祐）
- 這樣算是殭屍嗎？（木村心一/）
- 冰結鏡界的伊甸（細音啓/）
- 神不在的星期天（入江君人/茨乃）
- 美少女死神還我H之魂（/）
- 惡魔高校D×D（石踏一榮/）
- 棺姬嘉依卡（榊一郎/）
- 想變成宅女，就讓我當現充！（村上凜/）
- 約會大作戰（橘公司/）
- 鳩子與我的愛情喜劇（鈴木大輔/nauribon）
- 我的狐姬主人（/p19）
- 不完全神性機關伊莉斯（細音啓/）
- 刺客守則（/）

### 尖端出版
- 魔法戰士李維（水野良/士貴智志→橫田守）

### 奇幻基地
- 廢棄公主（榊一郎/安曇雪伸）
- 傳說的勇者的傳說（鏡貴也/）
- 秀逗魔導士（神坂一/，台灣角川、臺灣東販代理漫畫版）

### 台灣東販
- 天地無用! 魎皇鬼（長谷川菜穗子）

### 東立出版社
- SH@PPLE（竹岡葉月/）
- 煉獄神盾（貴子潤一郎/）
- 卡納克的軌跡（上總朋大/）
- 中之下！（/）
- 東京闇鴉（/）
- L 詐欺師佛雷特蘭德的華麗傳說（坂照鉄平/水城葵→水谷悠珠）
- Re:笨蛋也能拯救世界？（柳實冬貴/）
- 尼特族吸血鬼·江藤（鈴木大輔/空中幼彩）
- 夏海紗音與不可思議的世界（/）
- 彼岸花綻放之夜（/）
- RISING×RYDEEN 異能對決（初美陽一/）
- 當不成勇者的我，只好認真找工作了。（左京潤/戌角柾）
- 絕對服從少女（春日秋人/樹人）
- SKYWORLD蒼穹境界（/武藤此史）
- 冰雪少女（山田有/狐印）
- 勇者凜的傳說（琴平稜/karory）
- 銀之十字架與吸血姬（/）
- （/水野良/春日歩）
- 不正經的魔術講師與禁忌教典（羊太郎/三嶋くろね）
- 对魔导学园35试验小队（柳實冬貴/切符）
- 在異世界獲得超強能力的我，在現實世界照樣無敵（美紅/桑島黎音）
- 被女神騙到異世界的我展開後宮生活（回復師/Nardack）
- 我不斷打倒金屬史萊姆，直到成為【黑鋼之王】～在自家院子發現了極小地下城～（溫泉カピバラ/山椒魚）

### 四季國際
- 期間限定妹妹（/Anmi）

### 天闻角川
- 碧阳学园学生会议事录（葵关南/狗神煌）
- 魔装少女就是本少爷！（木村心一/小舞一、梦璃凛）
- 约会大作战（橘公司/Tsunako）
- 神不在的星期天（入江君人/茨乃）
- 想变成宅女，就让我当现充（村上凛/）
- 东京暗鸦（字野耕平/澄兵）

### 未代理
- 偶像大師 XENOGLOSSIA ～絆～（涼風涼）
- 機械女神J（赤堀悟/，台灣東販代理漫畫版）
- 機甲兵團 J-PHOENIX（著：唯野条太郎//石野聰）
- 氣象精靈記（清水文化/七瀨葵）
- 機動警察（伊藤和典、橫手美智子，大然文化代理漫畫版）
- 銀河天使（水野良、，台灣角川代理漫畫版）
- 死神與巧克力百匯（花凰神也、，台灣角川代理漫畫版）
- 京四郎與永遠的空 -前奏曲-（植竹須美男/介錯，台灣角川代理漫畫版）
- 聖槍修女（富永浩史/，東立出版社代理漫畫版）
- 櫻花大戰系列（赤堀悟、/奧田萬里ほか）
- （雜賀禮史/）
- 星方遊撃隊エンジェル・リンクス（伊吹秀明/幡池裕行）
- 創聖的亞庫艾里翁（作:河森正治,著:橘圭/金田榮路，台灣角川代理漫畫版）
- 宇宙戰艦山本洋子（庄司卓/赤石澤貴士，台灣東販代理漫畫版）
- 小小雪精靈（著:大河內一樓/，台灣角川代理漫畫版）
- Di Gi Charat Fantasy（/）
- 火魅子炎戰記（舞阪洸/大暮維人）
- 火魅子傳（舞阪洸/）
- 魔法使的條件 太陽與風的坡道（山田典枝/よしづきくみち，台灣角川代理漫畫版）
- 魔術士歐菲（秋田禎信/草河遊也，東立出版社代理漫畫版）[1]
- 愛的魔法（築地俊彥/駒都英二，台灣角川代理漫畫版）
- 無責任艦長（吉岡平/都築和彥→平田智浩）
- 無敵王TRI-ZENON（長谷川勝己//花田十輝/日下弘文）
- 六門天外（黑田和人/赤堀悟/長谷川勝己安田均/松本嵩春，東立出版社代理漫畫版）
- 火箭女孩（野尻抱介/）
- 失落的宇宙（神坂一/義仲翔子）
- 公主+天國（風見周/、睦月）

## 動畫化作品

### 電視動畫
| 作品名稱                                                             | 播放時間                    | 動畫製作公司                | 備註          |
| -------------------------------------------------------------------- | --------------------------- | --------------------------- | ------------- |
| 無責任艦長                                                           | 1993年                      | 龍之子製作公司              | 有OVA         |
| 秀逗魔導士                                                           | 1995年（1期）               | E&G FILMS                   | 有電影版、OVA |
| 秀逗魔導士                                                           | 1996年（2期）               | E&G FILMS                   | 有電影版、OVA |
| 秀逗魔導士                                                           | 1997年（3期）               | E&G FILMS                   | 有電影版、OVA |
| 秀逗魔導士                                                           | 2008年（4期）               | J.C.STAFF                   | 有電影版、OVA |
| 秀逗魔導士                                                           | 2009年（5期）               | J.C.STAFF                   | 有電影版、OVA |
| 失落的宇宙                                                           | 1998年                      | E&G FILMS                   |               |
| 魔術士欧菲                                                           | 1998年-1999年（Revenge1期） | J.C.STAFF                   |               |
| 魔術士欧菲                                                           | 1999年-2000年（Revenge2期） | J.C.STAFF                   |               |
| 星方天使                                                             | 1999年                      | 日昇動畫                    |               |
| 宇宙戰艦山本洋子                                                     | 1999年                      | T-Up J.C.STAFF              | 有OVA         |
| 火魅子傳                                                             | 1999年                      | Group Tac                   |               |
| 魔法戰士李維                                                         | 2001年                      | J.C.STAFF                   |               |
| 武俠派女高校生                                                       | 2001年                      | GONZO                       |               |
|                                                                      | 2002年（1期）               | GONZO Digimation            | 有OVA         |
| 2003年（2期）                                                        | 京都動畫                    |                             | 有OVA         |
| 2005年（3期）                                                        | 京都動畫                    |                             | 有OVA         |
| 2018年（4期）                                                        | XEBEC                       |                             | 有OVA         |
| 廢棄公主                                                             | 2003年                      | BONES                       |               |
| 愛的魔法                                                             | 2003年                      | J.C.STAFF                   |               |
| The Third 〜蒼之瞳的少女〜                                           | 2006年                      | XEBEC                       |               |
| BLACK BLOOD BROTHERS                                                 | 2006年                      | Studio Live Group Tac       |               |
| 風之聖痕                                                             | 2007年                      | GONZO                       |               |
| 節哀唷♥二之宮同學                                                    | 2007年                      | AIC Spirits                 |               |
| 火箭女孩                                                             | 2007年                      | Mook DLE                    |               |
| 學生會的一己之見                                                     | 2009年（1期）               | Studio DEEN                 |               |
| 學生會的一己之見                                                     | 2013年（2期）               | AIC                         |               |
| 鋼殼都市雷吉歐斯                                                     | 2009年                      | ZEXCS                       |               |
| 傳說的勇者的傳說                                                     | 2010年                      | ZEXCS                       |               |
| 天魔黑兔                                                             | 2011年                      | ZEXCS                       |               |
| 這樣算是殭屍嗎？                                                     | 2011年（1期）               | Studio DEEN                 |               |
| 這樣算是殭屍嗎？                                                     | 2012年（2期）               | Studio DEEN                 |               |
| 美少女死神 還我H之魂！                                               | 2012年                      | feel.                       |               |
| 惡魔高校D×D                                                          | 2012年（1期）               | TNK                         |               |
| 惡魔高校D×D                                                          | 2013年（2期）               | TNK                         |               |
| 惡魔高校D×D                                                          | 2015年（3期）               | TNK                         |               |
| 惡魔高校D×D                                                          | 2018年（4期）               | Passione                    |               |
| 東京闇鴉                                                             | 2013年                      | 8bit                        |               |
| 神不在的星期天                                                       | 2013年                      | MADHOUSE                    |               |
| 當不成勇者的我，只好認真找工作了。                                   | 2013年                      | asread                      |               |
| 約會大作戰                                                           | 2013年（1期）               | AIC PLUS+                   | 有電影版、OVA |
| 約會大作戰                                                           | 2014年（2期）               | Production IMS              | 有電影版、OVA |
| 約會大作戰                                                           | 2019年（3期）               | J.C.STAFF                   | 有電影版、OVA |
| 約會大作戰                                                           | 2022年（4期）               | GEEK TOYS                   | 有電影版、OVA |
| 約會大作戰                                                           | 2024年（5期）               | GEEK TOYS                   | 有電影版、OVA |
| 棺姬嘉依卡                                                           | 2014年                      | BONES                       |               |
| 甘城輝煌樂園救世主                                                   | 2014年                      | 京都動畫                    |               |
| 空戰魔導士培訓生的教官                                               | 2015年                      | diomedéa                    |               |
| 對魔導學園35試驗小隊                                                 | 2015年                      | SILVER LINK.                |               |
|                                                                      | 2015年（1期）               | A-1 Pictures                | 有電影版      |
| 2017年（2期）                                                        |                             | A-1 Pictures                | 有電影版      |
| Gamers 電玩咖！                                                      | 2017年                      | PINE JAM                    |               |
| 不正經的魔術講師與禁忌教典                                           | 2017年                      | LIDENFILMS                  |               |
| 我喜歡的妹妹不是妹妹                                                 | 2018年                      | NAZ Magia Doraglier         |               |
| 皇帝聖印戰記                                                         | 2018年                      | A-1 Pictures                |               |
| 普通攻擊是全體二連擊，這樣的媽媽你喜歡嗎？                           | 2019年                      | J.C.STAFF                   | 有OVA         |
| 刺客守則                                                             | 2019年                      | EMT Squared                 |               |
| 這是妳與我的最後戰場，或是開創世界的聖戰                             | 2020年（1期）               | SILVER LINK.                |               |
| 這是妳與我的最後戰場，或是開創世界的聖戰                             | 2024年（2期）               | SILVER LINK. Studio Palatte |               |
| 史上最強大魔王轉生為村民A                                            | 2022年                      | SILVER LINK. BLADE          |               |
| 勇者辭職不幹了～下個職場是魔王城～                                   | 2022年                      | EMT Squared                 |               |
|                                                                      | 2022年                      | ENGI                        |               |
| 間諜教室                                                             | 2023年（1期・2期）          | feel.                       |               |
| 轉生公主與天才千金的魔法革命                                         | 2023年                      | diomedéa                    |               |
| 在異世界獲得超強能力的我，在現實世界照樣無敵～等級提升改變人生命運～ | 2023年                      | Millepensee                 |               |
| 經驗豐富的你與經驗為零的我交往的故事。                               | 2023年                      | ENGI                        |               |
| 身為VTuber的我因為忘記關台而成了傳說                                 | 2024年                      | TNK                         |               |
| 魔王2099                                                             | 2024年                      | J.C.STAFF                   |               |
| 公爵千金的家庭教師                                                   | 2025年                      | Studio Blanc                |               |

### 劇場動畫
| 作品名稱 | 播放時間 | 動畫製作公司   | 備註 |
| -------- | -------- | -------------- | ---- |
| 風の大陸 | 1992年   | Production I.G |      |

### OVA
| 作品名稱                         | 播放時間      | 動畫製作公司    | 備註 |
| -------------------------------- | ------------- | --------------- | ---- |
| 偶像防衛隊                       | 1993年-1995年 | PRODUCTION REED |      |
| ストレイト・ジャケット           | 2007年        | feel.           |      |
| 約會大作戰DATE A BULLET 赤黑新章 | 2020年        | GEEKTOYS        |      |

## 相關項目
- 月刊Dragon Magazine
- 富士見Dragon Book
- Light Novel Award
  - 富士見Mystery文庫
  - 角川Sneaker文庫
  - 電擊文庫
  - Fami通文庫

## 外部連結
- 富士見Fantasia文庫官方網站 （页面存档备份，存于）
- 的X（前Twitter）